# Пелла
40°45′36″ пн. ш. 22°31′09″ сх. д. / 40.76° пн. ш. 22.519167° сх. д.

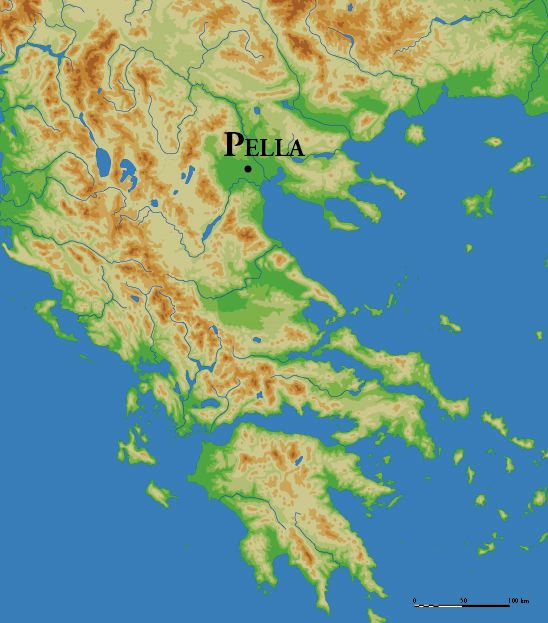
Пелла на мапі Греції

Пелла, Пела (болг. і мак. Пела, грец. Αρχαία Πέλλα) — столиця давньої Македонії в період її розквіту 413-339 до н.е, руїни якого знаходяться в межах сучасного демі Пелла, Центральна Македонія. Пелла — місце народження Філіппа ІІ та Александра Македонського, знаходиться за 40 кілометрів на захід від м. Салоніки. В античності місто було з'єднано судноплавною лагуною із затокою Термаїкос.

## Історія
Столиця Македонського царства була перенесена до Пелли із Вергіни близько 400 року до н. е. Тут народився цар Філіпп II Македонський народився у 382 до н. е. і його син Александр Великий — 356 до н. е. Після 148 до н. е. Поблизу із Пеллою існувало невелике місто Мієза, відоме своїм Німфейоном, де Арістотель навчав юного Александра. Пелла поступається першістю Салонікам і поступово занепадає.
Пелла була знайдена у 1957 році під час розкопок, за оцінками археологів, місто займало площу 4 км². На території Пелли виявлені античні поховання, елементи оборонних споруд, які ще чекають досліджень. З 1960 року діє Археологічний музей Пелли.

## Архітектура
Доступна для відвідувачів частину розкопок міста знаходиться напроти археологічного музею. Велика, прямокутної форми площа агори була оточена доричними портиками, за якими знаходилися крамниці та гончарні майстерні, у північній її частині був храм Афродіти з ритуальними залами і святилище німф. Головна вулиця міста проходила вздовж південного боку агори.
У відмінно організованому невеличкому музеї зібрані археологічні знахідки розкопок. Особливий інтерес становлять чудові мозаїки з, так званого, «будинку з левами», руїни якого знаходяться справа від музею. Це була значна споруда, площею близько 4500 м², мала вона громадське призначення. Мозаїчні зображення представляють сцени полювання на левів, Діоніса верхи на тигра, викрадення Єлени тощо.

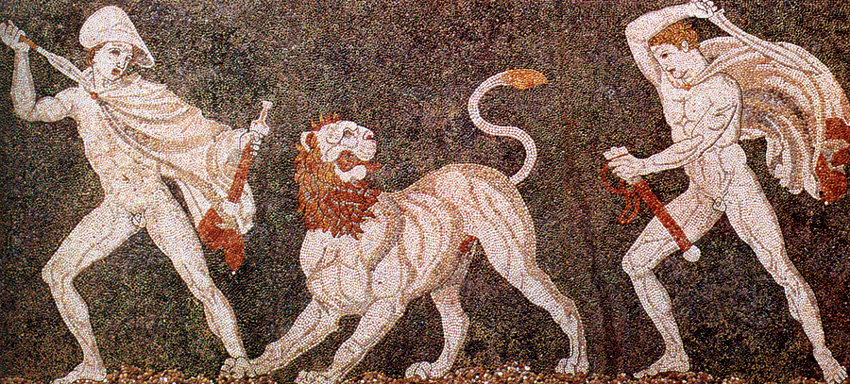
Александр Великий та Кратер, полювання на лева, мозаїка археологічного музею Пелли

## Персоналії
- 408 до н. е. до Пелли переселився давньогрецький трагік Агатон.